# Marianne Saabye
Marianne Saabye (født 4. december 1945 i Stenløse) er en dansk kunsthistoriker og forfatter, der i perioden 1986-2016 var museumsdirektør ved Den Hirschsprungske Samling.
Hun er datter af kunstmaleren Svend Saabye og blev uddannet mag.art. i kunsthistorie i 1975. I 1977 blev hun konsulent ved Statens Museumsnævn, inden hun i 1979 fik sin første lederstilling som inspektør ved Kunstmuseet i Sorø, hvorfra hun i 1986 skiftede til Den Hirschsprungske Samling.
Ved siden af direktørtørjobbet har Saabye været aktiv som skribent inden for sit fag, enten solo eller i samarbejde med andre. Endvidere har hun haft en række tillidsposter, ligeledes i forbindelse med sit fag.